# Öskjuvatn
L'Öskjuvatn és un llac en els Highlands d'Islàndia. La seva superfície és d'aproximadament 11 km². Amb una profunditat de 217 m (712 ft), és el segon llac més profund d'Islàndia després del Jökulsárlón.
El llac està situat en el cràter del volcà Askja en el nord-est de la glacera Vatnajökull. El seu nom significa senzillament llac d'Askja. Com el seu cràter veí, el Víti, va ser creat per una erupció volcànica enorme l'any 1875.
El 10 de juliol de 1907, dos científics alemanys, Walter von Knebel i Max Rudloff van desaparèixer mentre exploraven el llac en una barca petita. La promesa de Knebel, Ina von Grumbkow, va dirigir una expedició de recerca amb el vulcanòleg Hans Reck, però mai varen trobar cap traça d'ells.